# Sari-d'Orcino
Sari-d'Orcino (korziško Sari d'Urcinu) je naselje in občina v francoskem departmaju Corse-du-Sud regije - otoka Korzika. Leta 1999 je naselje imelo 259 prebivalcev.

## Geografija
Kraj leži v zahodnem delu otoka Korzike 29 km severno od središča Ajaccia.

## Uprava
Sari-d'Orcino je sedež kantona Cruzini-Cinarca, v katerega so poleg njegove vključene še občine Ambiegna, Arro, Azzana, Calcatoggio, Cannelle, Casaglione, Lopigna, Pastricciola, Rezza, Rosazia, Salice in Sant'Andréa-d'Orcino s 1.556 prebivalci.
Kanton Cruzini-Cinarca je sestavni del okrožja Ajaccio.